# Stob Coire a' Chàirn
Stob Coire a' Chàirn är ett berg i Storbritannien.   Det ligger i kommunen Highland och riksdelen Skottland, i den nordvästra delen av landet, 700 km nordväst om huvudstaden London. Toppen på Stob Coire a' Chàirn är 981 meter över havet, eller 157 meter över den omgivande terrängen. Bredden vid basen är 2,1 km.
Terrängen runt Stob Coire a' Chàirn är huvudsakligen kuperad, men åt nordväst är den bergig.Runt Stob Coire a' Chàirn är det mycket glesbefolkat, med 4 invånare per kvadratkilometer. Närmaste större samhälle är Fort William, 11,4 km nordväst om Stob Coire a' Chàirn. Trakten runt Stob Coire a' Chàirn består i huvudsak av gräsmarker.